# Stara Kul'na
Vieja Kul'na  (ucraniano: Стара Кульна) es una localidad del Raión de Kotovsk en el Óblast de Odesa de Ucrania. Según el censo de 2001, tiene una población de 1067 habitantes.